# Ленинабадский округ
Ленинабадский округ — единица административного деления Таджикской ССР, существовавшая в 1938—1939 годах. Административный центр — город Ленинабад.
Округ образован 16 марта 1938 года в составе Таджикской ССР. Первым руководителем округа был Секретарь[прояснить] . Ленинабадского окружкома партии Ляхов Ф. А. (1908—1969), по национальности белорус. Согласно официальным данным он был направлен в Таджикистан в 1934 году, в 1939 отозван для работы в Белорусской ССР.
Делился на 11 районов:
- Аштский район
- Захматабадский район
- Исфаринский район
- Калининабадский район (центр — кишлак Верхний Дальян)
- Канибадамский район
- Ленинабадский
- Матчинский
- Наусский
- Пролетарский
- Ура-Тюбинский
- Шахристанский

Также в состав округа входил 1 город окружного подчинения (Ленинабад). Районы делились на 109 сельсоветов.
27 октября 1939 года преобразован в Ленинабадскую область.